# Богомолов, Александр Викторович
Александр Викторович Богомолов (1 февраля 1976, Крымск) — российский волейболист и тренер, мастер спорта.

## Биография
Александр Богомолов родился и провёл детство в Крымске. В 1991 году участвовал на проходивших в Санкт-Петербурге соревнованиях Спартакиады школьников, вскоре переехал в Северную столицу и поступил в училище олимпийского резерва.
Одним из первых тренеров спортсмена был Василий Васильевич Орлов.
Профессиональную карьеру начинал в петербургском «Автомобилисте». В 1994—1995 годах был игроком молодёжной сборной России, выигравшей под руководством Валерия Алфёрова чемпионат Европы в Турции и чемпионат мира в Малайзии. В 1997 году Вячеслав Платонов впервые вызвал Богомолова в национальную сборную России, Александр был включён в заявку команды на Мировую лигу, но ни тогда, ни впоследствии не сыграл за сборную ни одного матча.
Цвета «Автомобилиста» Александр Богомолов защищал на протяжении семи лет. В сезоне 1999/2000 годов клуб испытывал серьёзные финансовые и кадровые проблемы. По словам Богомолова, из-за финансовых трудностей волейболистам «перестали выдавать зарплату и даже сократили количество тренировок до одной в день». В поисках дополнительных заработков Александр Богомолов и его коллега по команде Михаил Чуприс даже снялись в фильме Александра Абдулова «Бременские музыканты & Co», исполнив в роли санитаров.
Несмотря на тяжёлое финансовое положение, в этом сезоне команда после годичного отсутствия в сильнейшем дивизионе вернулась в Суперлигу. По итогам регулярного чемпионата Богомолов, будучи одним из лидеров петербургского коллектива, занял 9-е место по результативности, набрав в 31 матче 339 очков, в том числе 138 очков на блоке, что стало абсолютно лучшим показателем среди всех центральных блокирующих.
Следствием яркого сезона стало продолжение карьеры в составе финалиста чемпионата России — команды УЭМ-«Изумруд». В дальнейшем Александр Богомолов выступал в клубах, также решающих высокие задачи — в 2002 году он стал игроком одинцовской «Искры», с 2004 года играл за казанское «Динамо-Таттрансгаз» (ныне — «Зенит»).
Два раза Богомолов играл в финальных матчах Лиги чемпионов, но если в 2004-м его «Искра» не смогла навязать борьбу в Белгороде местному «Локомотиву», а сам Александр набрал в том финале только 2 очка, то в 2008 году в Лодзи в составе «Динамо-ТТГ» он стал обладателем не только золотой медали, но и приза лучшему блокирующему «Финала четырёх». На его счету было пять результативных блоков в полуфинале с польской «Скрой» и столько же в финале с итальянской «Пьяченцей». В начале пятой партии главного матча Богомолов одиночным блоком закрыл «пайп» безупречно игравшего Христо Златанова, что во многом решило исход встречи в пользу казанской команды.
В составе «Зенита» Александр Богомолов играл до 2010 года, провёл за пять сезонов 236 матчей и выиграл, кроме Лиги чемпионов, три чемпионата России и три Кубка России. В 2010—2013 годах выступал за одинцовскую «Искру», в сезоне-2013/14 — за «Белогорье», в составе которого выиграл Кубок России, Лигу чемпионов, клубный чемпионат мира. Летом 2014 года перешёл в оренбургский «Нефтяник», но в конце декабря вернулся в «Белогорье», где завершил игровую карьеру.
С сентября 2015 года Александр Богомолов работал старшим тренером «Технолога-Белогорья» — фарм-команды белгородского клуба, выступающей в высшей лиге «Б», в следующем сезоне вошёл в тренерский штаб основной команды. В январе 2017 года возобновлял игровую карьеру, сыграв за «Белогорье» в 4 матчах чемпионата России. С июня по сентябрь 2017 года и с декабря 2017 по февраль 2018 года работал в должности старшего тренера «Белогорья». 
Сейчас Александр занимает пост тренера в команде Белогорье-2, где воспитывает юных игроков для основной команды. 

## Достижения
- Чемпион Европы (1994) и мира (1995) среди молодёжи.
- Чемпион России (2006/07, 2008/09, 2009/10), серебряный (2000/01, 2002/03, 2014/15) и бронзовый (1994/95, 2004/05, 2007/08, 2013/14) призёр чемпионатов России.
- Обладатель Кубка России (2000, 2001, 2002, 2004, 2007, 2009, 2013), серебряный (1995) и бронзовый (1998, 2008, 2011, 2014) призёр Кубка России. Лучший блокирующий финального этапа Кубка России (2002).
- Обладатель Суперкубка России (2013).
- Победитель (2007/08, 2013/14) и финалист (2003/04) Лиги чемпионов. Лучший блокирующий «Финала четырёх» Лиги чемпионов (2007/08).
- Серебряный призёр Кубка Top Teams (2000/01), бронзовый призёр Кубка Европейской конфедерации волейбола (2002/03).
- Победитель (2014) и бронзовый призёр (2009) чемпионата мира среди клубных команд.
- В качестве тренера:
- Кубок ЕКВ (2018)
- Кубок вызова (2019)